# Australischer Taschenfarn
|  | Dieser Artikel wurde aufgrund von formalen oder inhaltlichen Mängeln in der Qualitätssicherung Biologie zur Verbesserung eingetragen. Dies geschieht, um die Qualität der Biologie-Artikel auf ein akzeptables Niveau zu bringen. Bitte hilf mit, diesen Artikel zu verbessern! Artikel, die nicht signifikant verbessert werden, können gegebenenfalls gelöscht werden. Lies dazu auch die näheren Informationen in den Mindestanforderungen an Biologie-Artikel. |

Der Australische Taschenfarn oder Tasmanische Baumfarn (Dicksonia antarctica, Synonym: Balantium antarcticum) ist eine Pflanzenart aus der Gattung Dicksonia innerhalb der Familie der Dicksoniaceae (Schatullenfarngewächse). Er ist selten auch unter dem Trivialnamen Weicher Baumfarn zu finden.

## Beschreibung
Die langsamwüchsige und meist immergrüne Pflanze wächst einstämmig und wird bis zu 15 Meter hoch und erreicht einen Kronendurchmesser bis zu 6 Meter. Der Stammdurchmesser ohne die Wurzeln erreicht etwa 40 Zentimeter. Mit Wurzeln kann der Durchmesser bis zu 120 Zentimeter betragen. Die Wedel sind bis mehrere Meter lang.

## Verbreitung und Systematik
Dicksonia antarctica wurde 1806 von Jacques Julien Houtou de Labillardière (1755–1834) beschrieben. Die Heimat von Dicksonia antarctica ist das südöstliche Australien (Queensland, New South Wales und Victoria) und Tasmanien.

## Verwendung durch den Menschen
Das stärkehaltige Mark von Dicksonia antarctica wurde von den Eingeborenen Tasmaniens als Nahrungsmittel genutzt.
Dicksonia antarctica ist in wintermilden Gebieten Englands, wie Cornwall, der USA und Japans eine beliebte Zierpflanze. Es werden vor allem alte Exemplare mit hohen Stämmen bevorzugt, die aus australischen Wäldern entfernt werden, was zu einer Bedrohung dieser Art in der Wildnis geführt hat. Dicksonia antarctica ist einfach zu vermehren, dies ist jedoch wegen des langsamen Wachstums wirtschaftlich uninteressant.
In Tasmanien wird die Entnahme von Wildpflanzen von Dicksonia antarctica durch die Forest Practices Authority überwacht und untersteht einem Bewirtschaftungsplan (Tree Fern Management Plan).

## Galerie

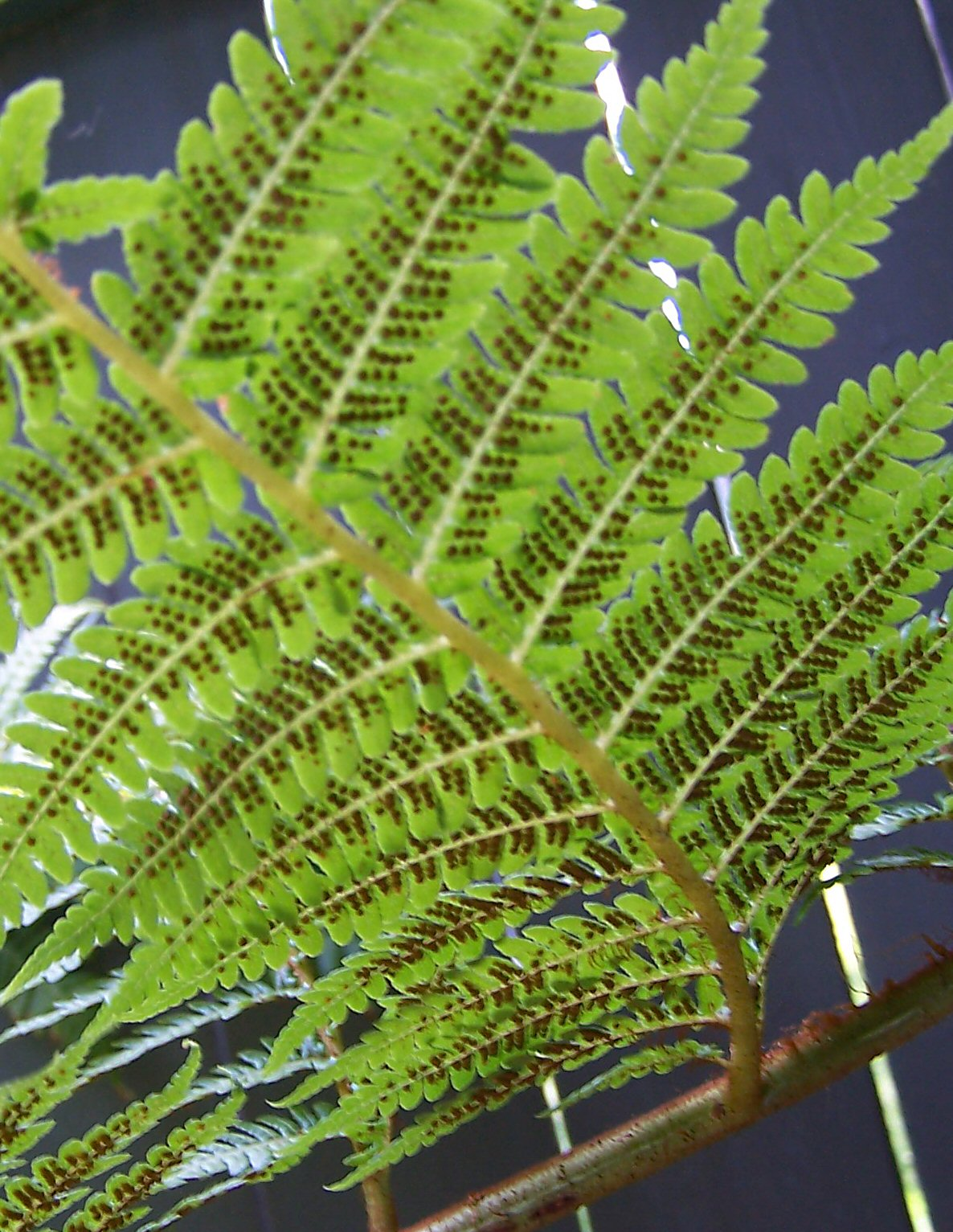
Blattunterseite
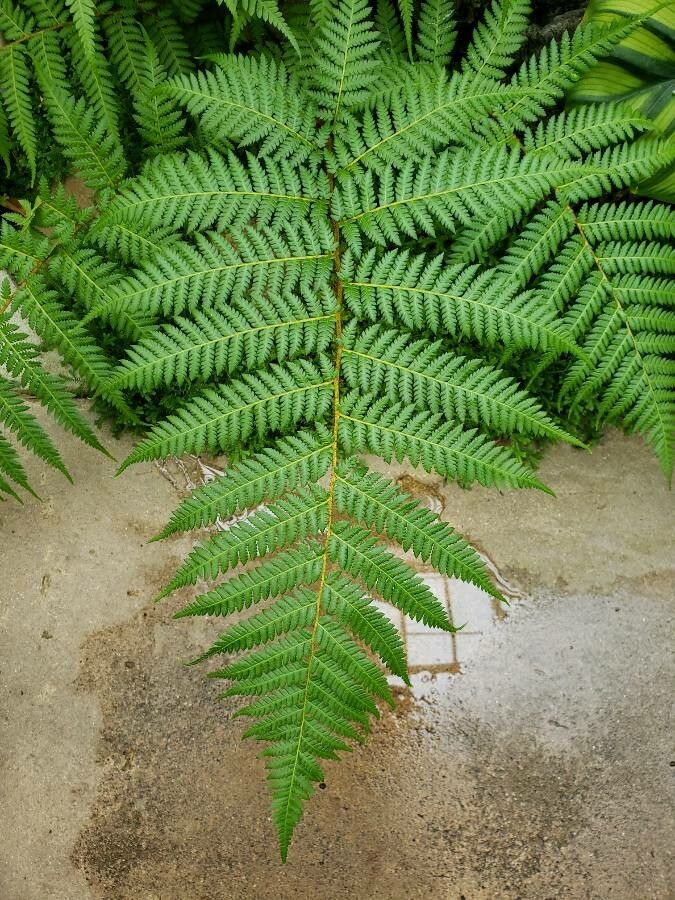
Blattoberseite
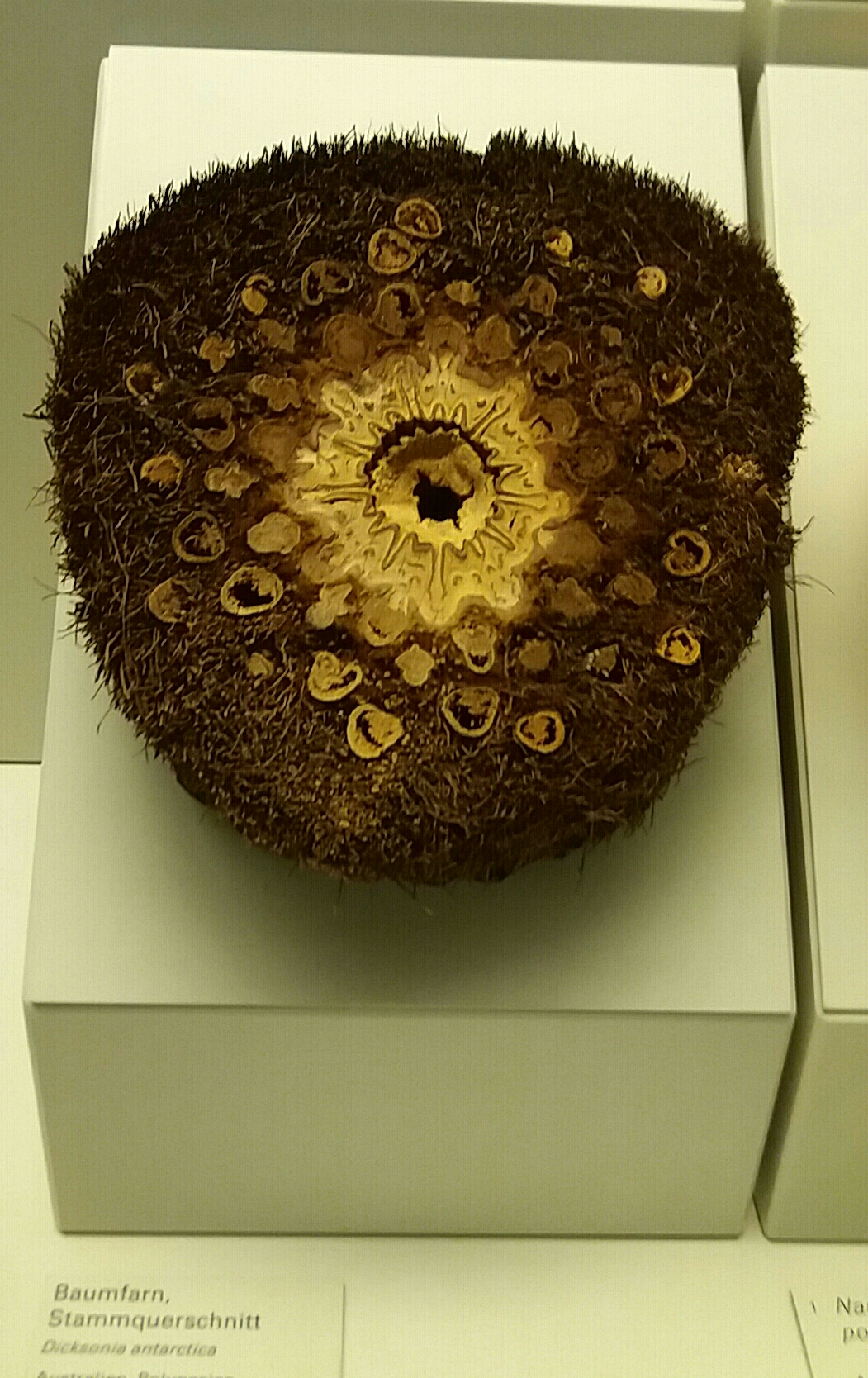
Stammquerschnitt im Naturmuseum Augsburg
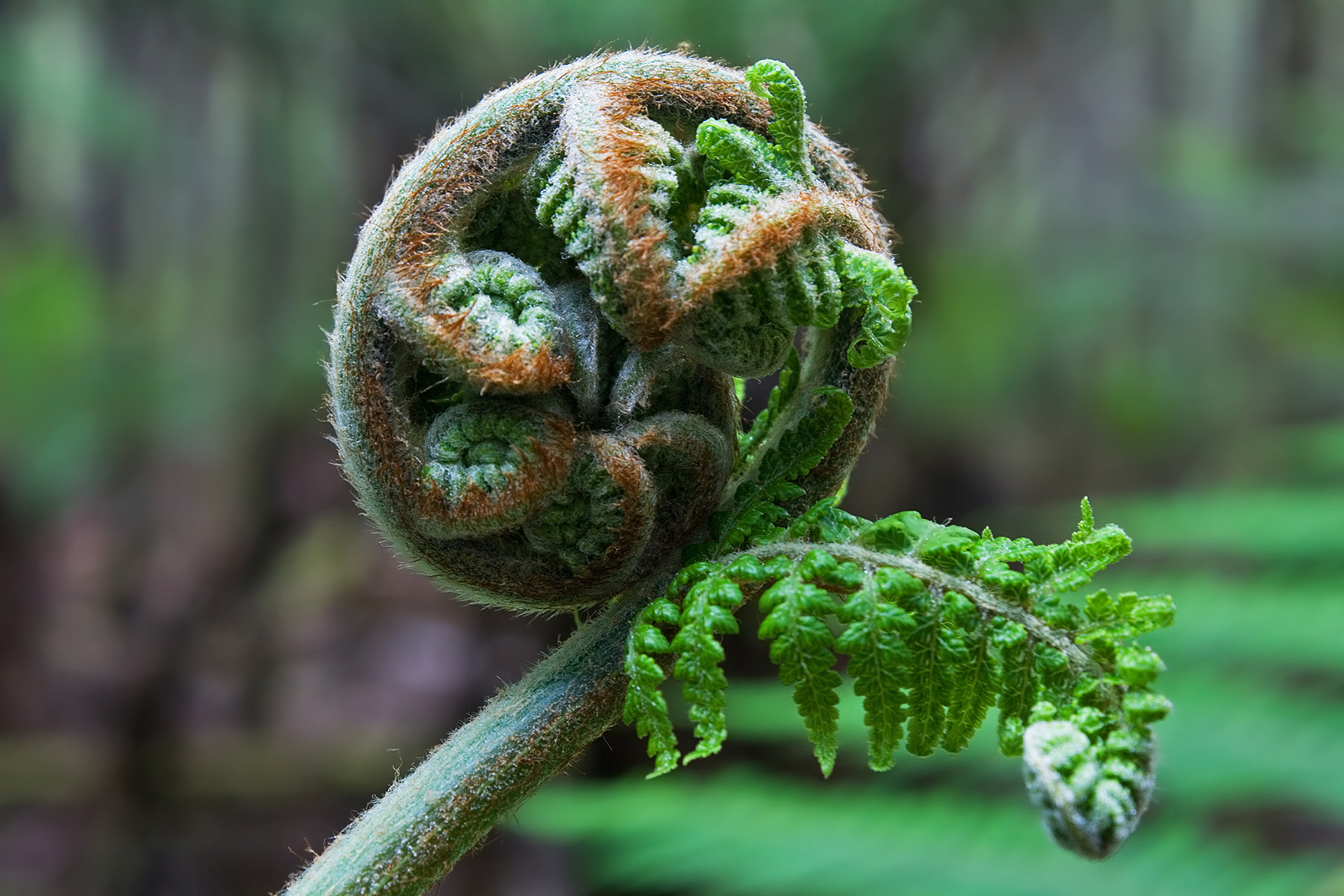
Sich entrollender Farnwedel im Mount-Field-Nationalpark, Tasmanien
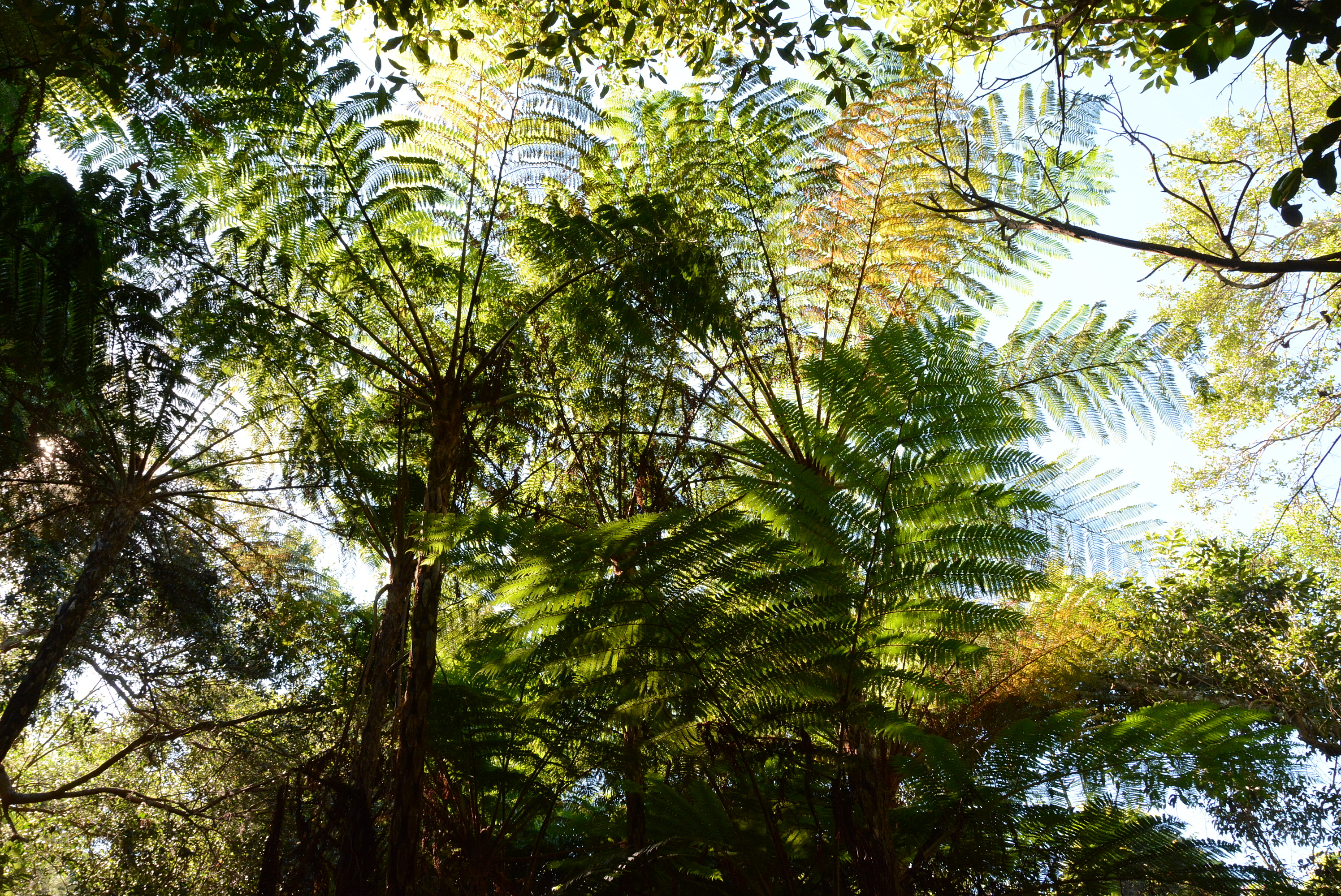
Baumfarn im Fred Hollows Reserve, Randwick, Sydney
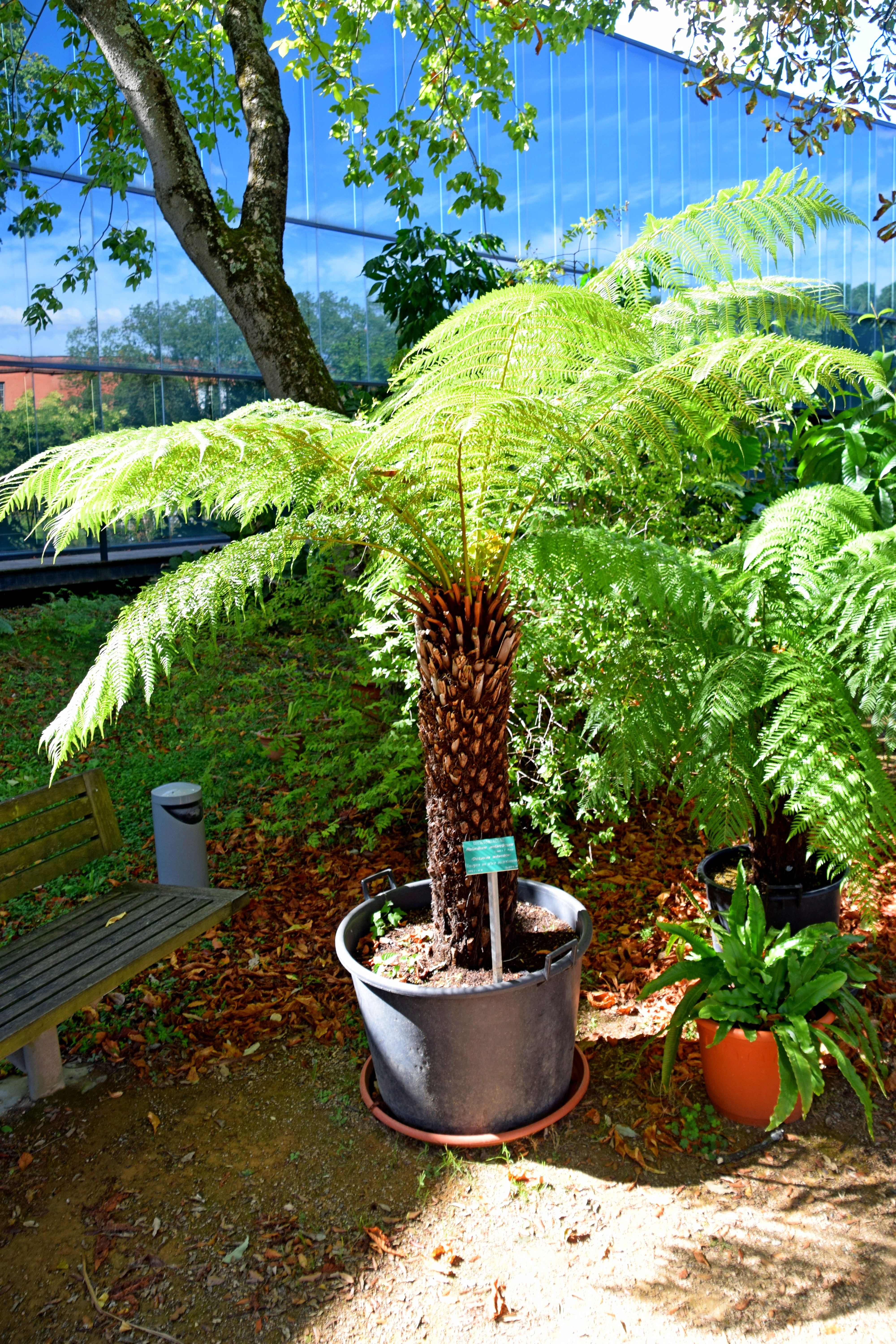
Baumfarn als Topfpflanze im Jardin des Plantes de Toulouse
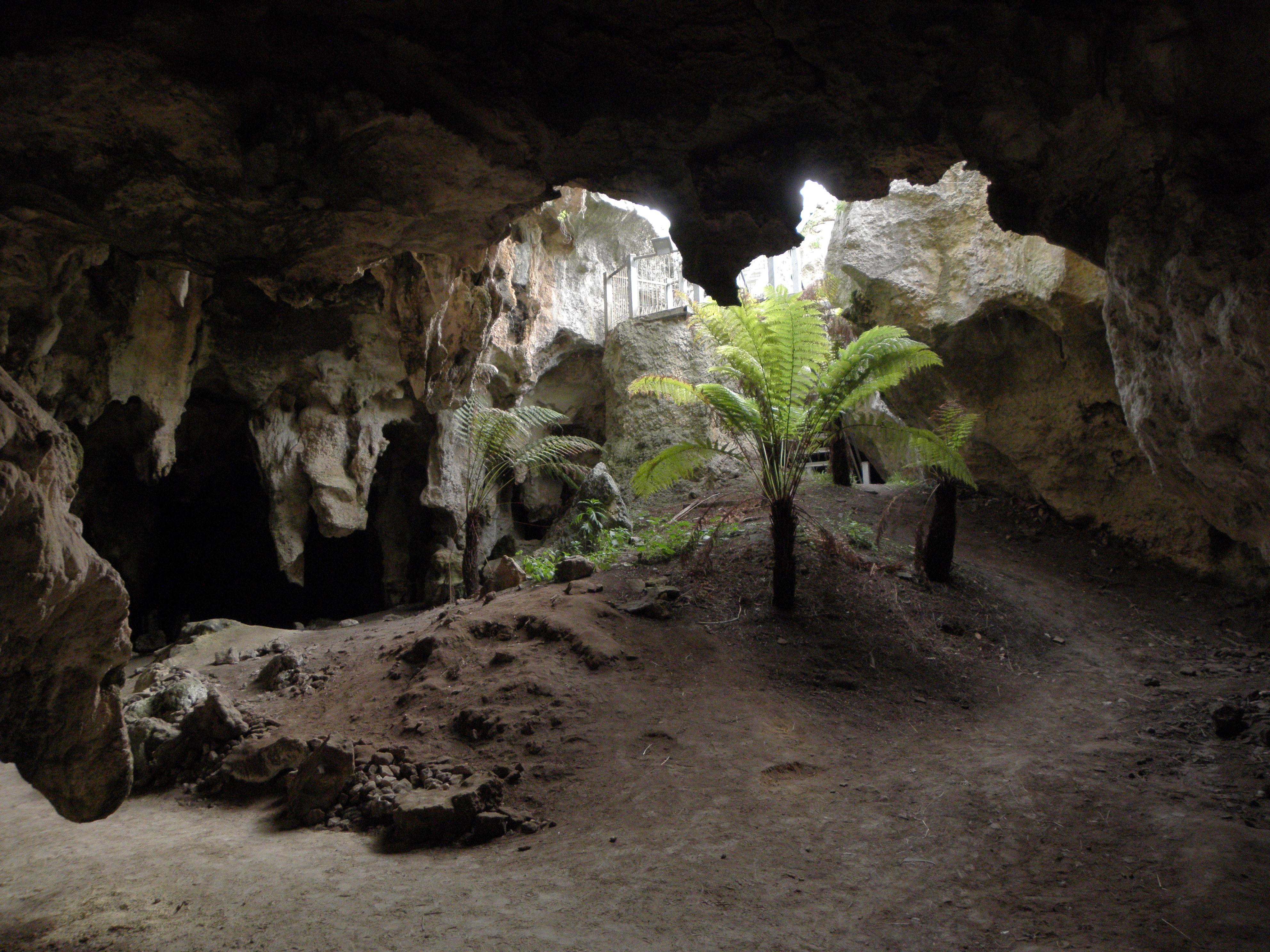
Baumfarn im Naracoorte-Caves-Nationalpark, Südaustralien
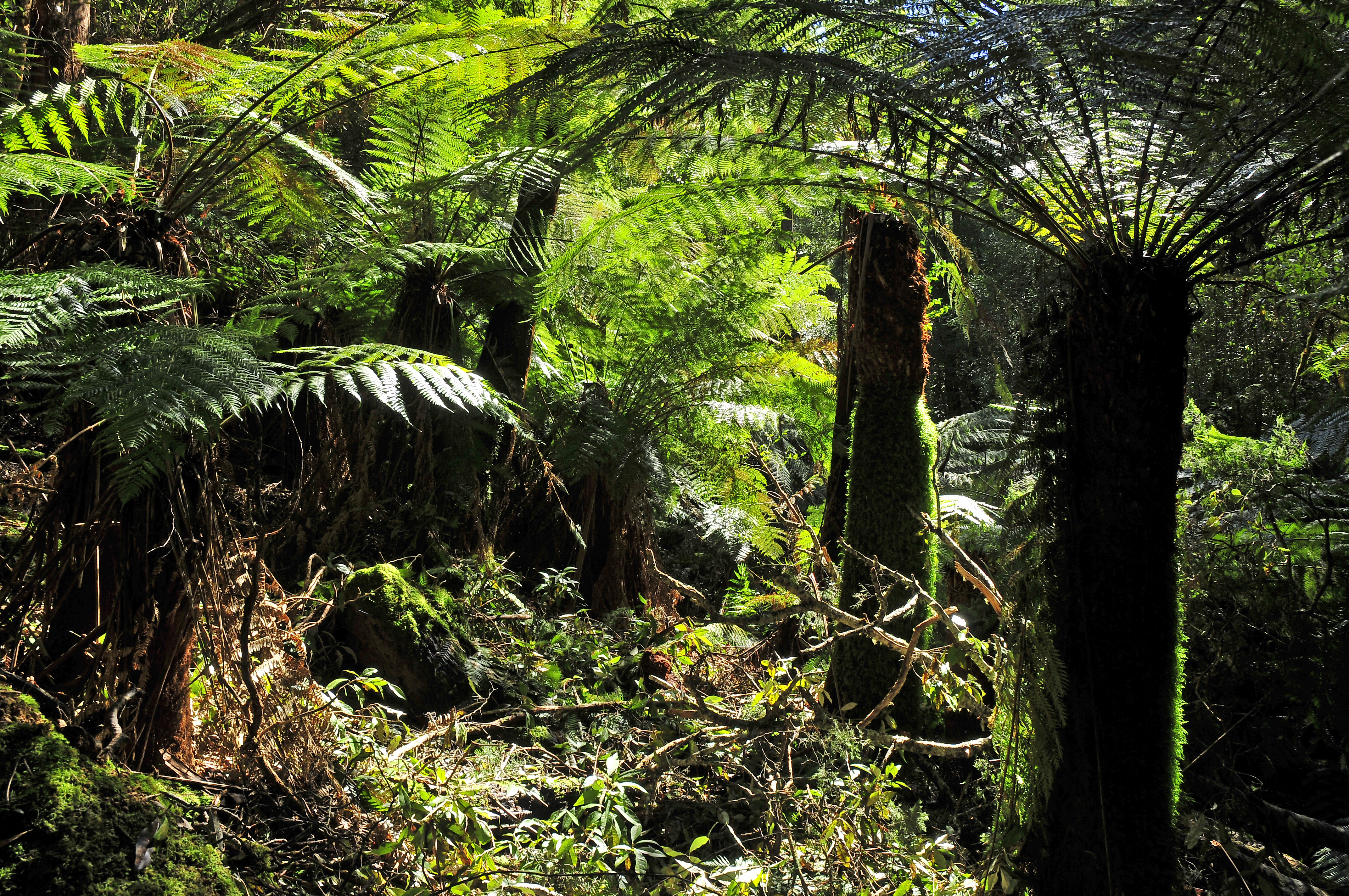
Baumfarn im Mount-Field-Nationalpark, Tasmanien
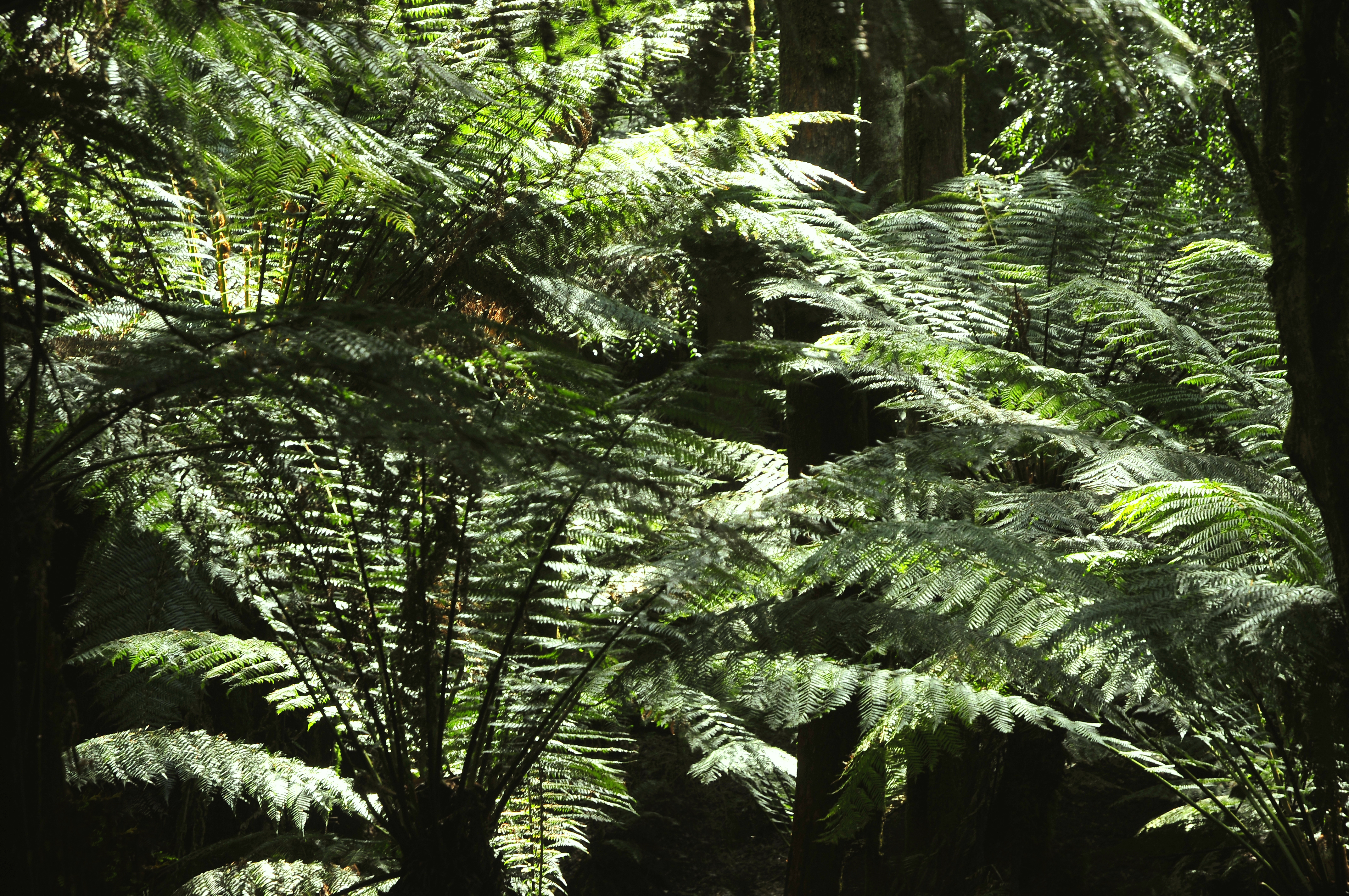
Baumfarnkrone im Mount-Field-Nationalpark, Tasmanien
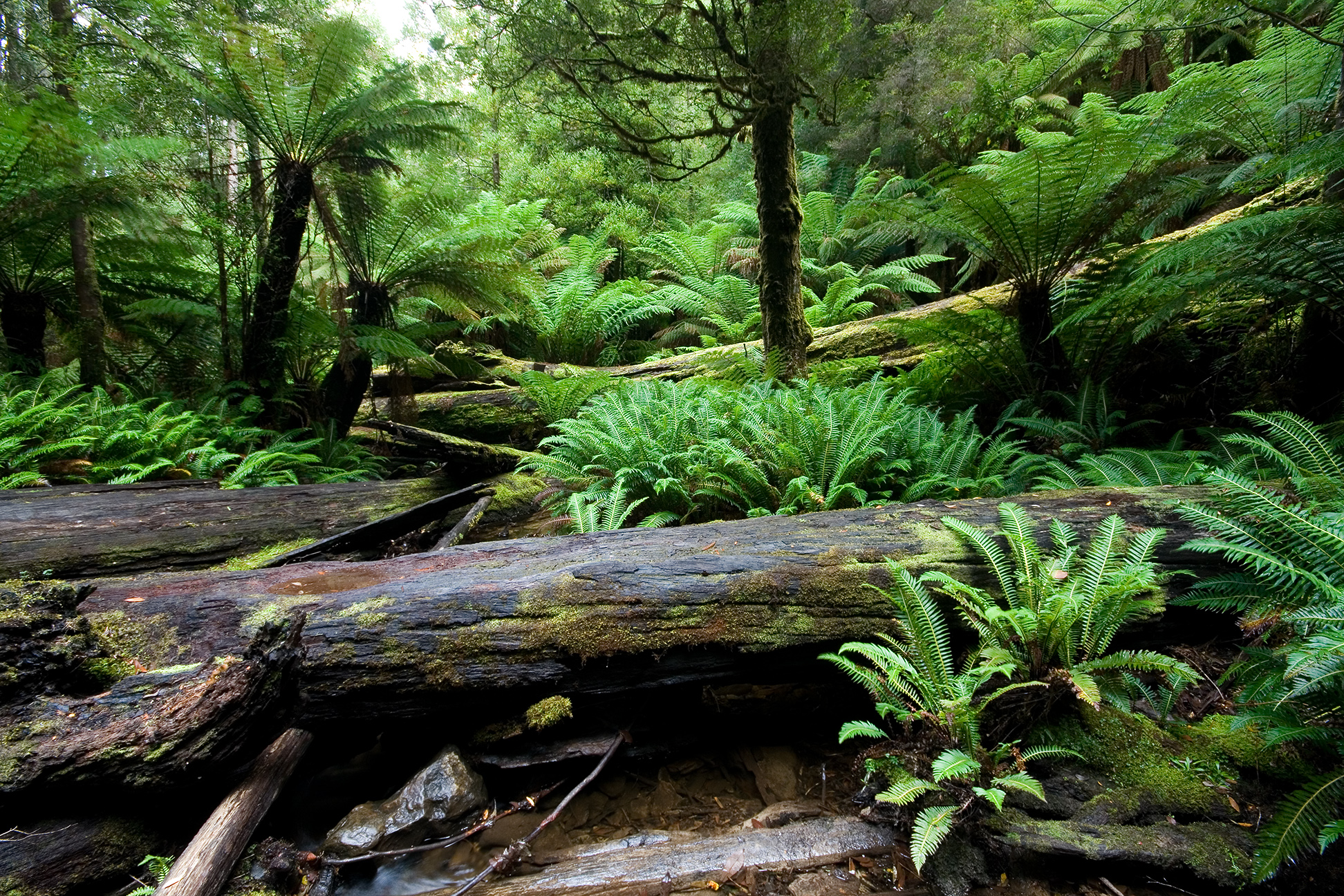
Vegetation des gemäßigten Regenwaldes hinter den Marriott Falls, Mount-Field-Nationalpark, Tasmanien